# Frankenbad (Bonn)

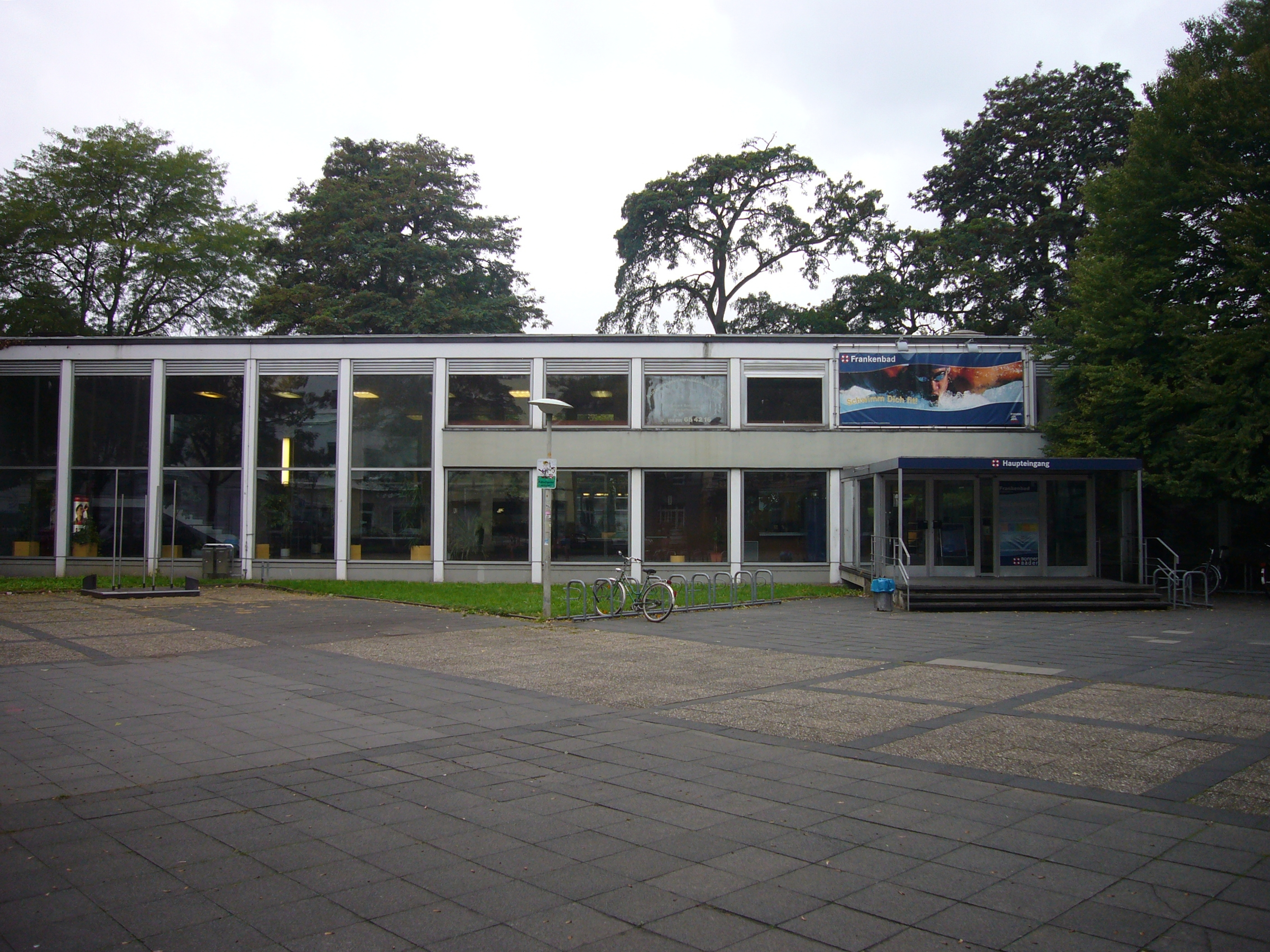
Haupteingang mit Vorplatz (2011)

Das Frankenbad ist eines von drei öffentlichen Hallenbädern in Bonn. Das Bauwerk steht seit 1996 als Baudenkmal unter Denkmalschutz. Es befindet sich an der Adolfstraße 45 im Ortsteil Nordstadt.

## Lage, Bau und soziales Umfeld

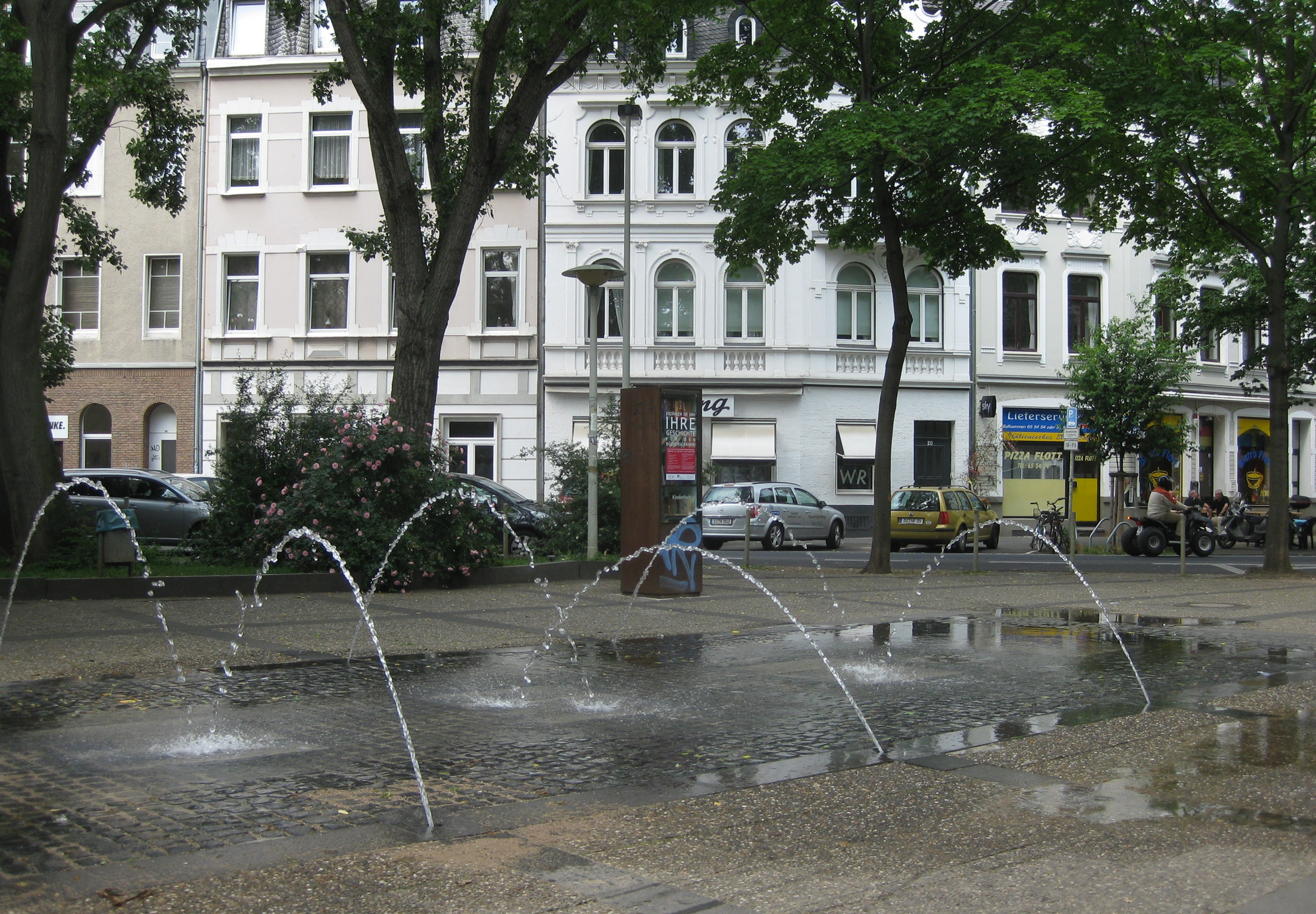
Wasserfontänen und öffentlicher Bücherschrank auf dem Vorplatz (2012)

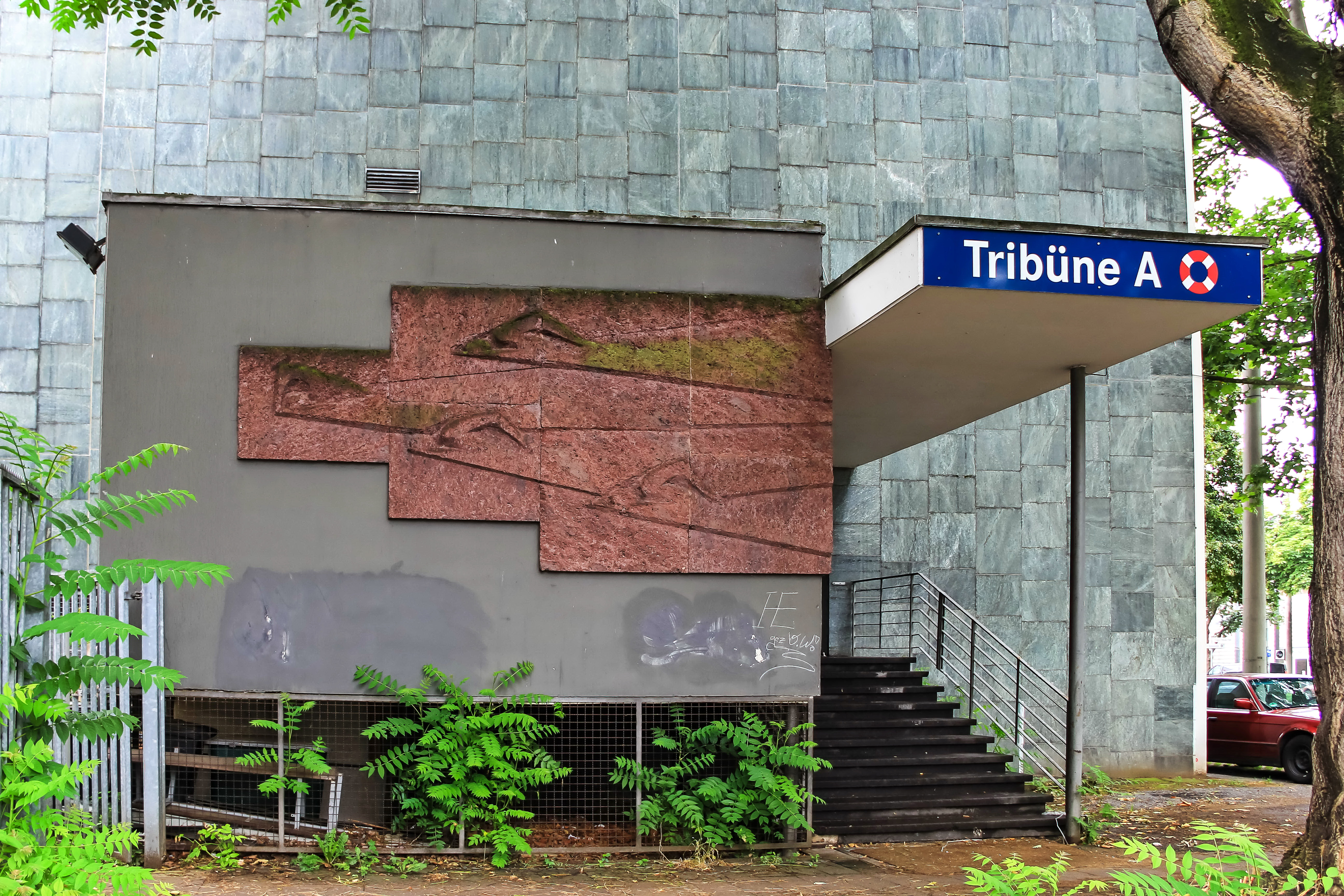
Eingang zur Tribüne A mit Relief Wettschwimmen (2016)

Das Grundstück, auf dem der Bau errichtet wurde (ein ehemaliger Festplatz, genannt Frankenplatz), füllt ein Quadrat, das durch die Straßenzüge von Vorgebirgsstraße, Adolfstraße, Am Frankenbad und Hochstadenring umrahmt wird. Als Ergebnis eines 1959 durchgeführten Architekturwettbewerbs belegte der Entwurf des ortsansässigen Architekten Hans Spoelgen (Gartengestaltung: Heinrich Raderschall) zwar nur den zweiten Platz; er wurde dennoch von der Stadt Bonn mit dem Bau beauftragt. Die Arbeiten begannen 1960; die Einweihung erfolgte am 22. Juni 1963. Das Ensemble umfasst einen vom vierflügeligen Bau umbauten Innenhof (30 × 40 m) und ist mit einem großzügigen Vorplatz ausgestaltet. Dieser mit Wasserfontänen, Sitzbänken und Spielgeräten für Kinder eingerichtete Platz (auch Frankenbadplatz genannt) wird von den Anwohnern häufig genutzt und als eine Art „Marktplatz“ des umgebenden Wohnviertels empfunden. Am Eingang zur Tribüne A befindet sich das im Zuge des Neubaus vom Bildhauer Ernemann Sander geschaffene Steinrelief Wettschwimmen.

„Besonders in der Öffnung der Eingangshalle zu Platz und Grünanlagen und der Verbindung der Schwimmhalle mit dem als Sonnenbad nutzbaren Atrium zeigt sich die städtebaulich gelungene Verbindung von Architektur und Natur, die die Architekten anstrebten.“

## Sportanlagen
Das Frankenbad verfügt über ein Kurzbahnsportbecken, ein Mehrzweckbecken und ein Lehrschwimmbecken. In professionellen Schwimmerkreisen wurde es durch die zehn Jahre andauernde Austragung des arena-Schwimmmeetings in den 1980er Jahren bekannt. Für sportliche Wettbewerbe ist das Frankenbad prädestiniert, da es über eine terrassenförmige Besuchertribüne mit bis zu 400 Sitzplätzen und entsprechende Technik (z. B. für die Anfertigung und Übertragung von Unterwasseraufnahmen) verfügt. Alljährlich fanden von 1989  bis 2017 dort die German Open der Synchronschwimmerinnen statt, ab 2018 wird es keine Neuauflage der Veranstaltung geben.
Das Sportbecken (beheizt auf 24 °C) ist auf sechs Bahnen ausgelegt und misst 25 × 15 m bei einer Wassertiefe von 2,50 bis 3,80 m. Das Mehrzweckbecken (26 °C) umfasst eine Fläche von 25 × 12,5 m und wurde für eine Wassertiefe von 1,25 bis 3,60 m gebaut. Zusätzlich ist im Kellergeschoss ein Lehrbecken (29 °C) verfügbar, dass 12 × 8 m groß und 0,6 bis 1,10 m tief ist. Eine Sprunganlage mit einem Fünf-Meter-Sprungturm sowie einem Ein- und Drei-Meter-Sprungbrett ist installiert, jedoch ist für die Öffentlichkeit nur das Ein- und Drei-Meter-Sprungbrett im Mehrzweckbecken nutzbar; Startblöcke im Sportbecken sind vorhanden.
Neben der öffentlichen Benutzung durch die Bewohner und Besucher Bonns wird das Bad an Wochentagen auch durch Gruppen der Universität Bonn, durch Schulklassen und Schwimmvereine genutzt.
Das Bad diente früher auch der Körperpflege; die hierzu verwendeten Wannenbäder und Duschen im Keller sind nicht mehr in Betrieb. In den Anfangsjahren umfasste das Angebot auch eine Milchbar; diese ist bereits seit Jahrzehnten nicht mehr vorhanden.

## Schließung des Bades
Weitere Hallenbäder auf Bonner Stadtgebiet befinden sich in Beuel (Beueler Bütt, Goetheallee) und in Duisdorf (Hardtbergbad/Hallen- und Freibad, In der Dehlen). Reine Freibäder sind in folgenden Ortsteilen zu finden: Castell (Römerbad), Poppelsdorf (Melbbad), Rüngsdorf (Panoramabad), Friesdorf (Freibad Friesdorf) und Beuel (Ennertbad). Seit vielen Jahren wird in der Kommunalpolitik über ein Bäderkonzept gestritten, das eine Verringerung der Kosten für die Stadt Bonn zur Folge haben soll. Hierzu wurde 2012 von externen Gutachtern ein 300 Seiten umfassendes Gutachten zur ´Perspektivischen Neuordnung der Bonner Bäderlandschaft´ erstellt. Verschiedene Varianten von Schließungsplänen (auch für das Frankenbad), Modernisierungen und Neubauten wurden bereits diskutiert. In vielen Sportstätten werden nur die notwendigsten Reparaturen durchgeführt; es besteht ein Sanierungsstau. Alleine für die Hallenbäder veranschlagt der Stadtsportbund im April 2016 über 40 Mio. EUR. Im Mai 2010 wurde das Viktoriabad in der Bonner City geschlossen, im Mai 2016 das Kurfürstenbad in Bad Godesberg. Die derzeit noch bestehenden Schwimmbäder können nur durch die Unterstützung von Fördervereinen und dem damit einhergehenden ehrenamtlichen Engagement seiner Besucher betrieben werden. Das Hallenschwimmbad im städtischen Sportpark Nord wird bereits seit 1970 an einen örtlichen Verein (Schwimm- und Sportfreunde Bonn 1905) verpachtet. Der Vertrag läuft noch bis 2027. Bereits Anfang der 2000er-Jahre hatte dieser größte Bonner Sportverein der Stadt angeboten, auch das Frankenbad zu betreiben. In 2009 wurde hierzu ein Konzept vorgelegt; dies wurde abschlägig beschieden. Am 22. September 2016 beschloss der Bonner Stadtrat, das Frankenbad zu schließen. Der Zeitpunkt stand noch nicht fest; der Beschluss nennt als Datum den Zeitpunkt der Inbetriebnahme eines neuen Bades, das auf dem Wasserland-Gelände in Kessenich entstehen sollte. Geplant war dies für 2020. Mit einem Bürgerentscheid wurde im August 2018 die Planung für das so genannte "Wasserlandbad" gestoppt. Das Bad wird nicht gebaut. Dieser Mehrheitsentscheid der Bonner Bürger ist für die Stadtverwaltung zwei Jahre bindend. Zur weiteren Nutzung des städtischen Frankenbades sowie des Vorplatzes (ebenfalls im Besitz der Stadt Bonn) soll ein städtebaulicher Wettbewerb ausgeschrieben werden.